# Урюпино (Алтайский край)
Урю́пино — село в Алейском районе Алтайского края России. Административный центр Урюпинского сельсовета.

## География
Село находится в центральной части Алтайского края, на левом берегу реки Алей, на расстоянии примерно 4 км (по прямой) к юго-западу от города Алейск, административного центра района. Абсолютная высота — 173 м над уровнем моря.

### Климат
Климат резко континентальный. Средняя температура января −17,6 ºС, июля — + 20 ºС. Годовое количество осадков — 440 мм.

## История
В 1928 году село Урюпинское состояло из 371 хозяйства, основное население — русские. В административном отношении являлось центром Урюпинского сельсовета Алейского района Барнаульского округа Сибирского края.

## Население
| 1926 | 1997 | 1998 | 1999 | 2000 | 2001 | 2002 | 2003 | 2004 |
| ---- | ---- | ---- | ---- | ---- | ---- | ---- | ---- | ---- |
| 2150 | ↘741 | ↗764 | ↗779 | ↗789 | ↘708 | ↗766 | ↘690 | ↘657 |
| 2005 | 2006 | 2007 | 2008 | 2009 | 2010 | 2011 | 2012 | 2013 |
| ↗705 | ↗717 | ↘711 | ↗720 | ↘710 | ↘641 | ↘633 | ↗639 | ↘628 |

### Национальный состав
Согласно результатам переписи 2002 года, в национальной структуре населения русские составляли 87 % от 691 чел.

## Улицы
| - ул. Белая, - ул. Дальняя, - ул. Венцеля, - ул. Луговая, | - ул. Мирная, - ул. Партизанская, - ул. Победная, - ул. Садовая, | - ул. Сибирская, - ул. Степная, - ул. Центральная, - ул. Школьная. |

## Инфраструктура
В селе функционируют средняя общеобразовательная школа, детский сад, фельдшерско-акушерский пункт и отделение Почты России.